# Кинг, Ангус
Ангус Стэнли Кинг-младший (англ. Angus Stanley King, Jr.; род. 31 марта 1944, Алегзандрия (Виргиния)) — американский независимый политик. С 3 января 2013 года является членом Сената США от штата Мэн, был губернатором штата Мэн с 1995 по 2003 год.

## Биография
В 1966 году получил степень бакалавра искусств в Дартмутском колледже и степень доктора права в 1969 году в Университете Вирджинии. Ведущий и продюсер телевизионных программ, занимался частным предпринимательством.
В 1995—2003 годах — губернатор штата Мэн.
В 2012 году избран в Сенат США как независимый кандидат.

## Семья
Оба родителя Агнуса Кинга были демократами. Женат на Марии Харман с 1984 года, имеет пятерых детей.